# Kołarowo (obwód Błagojewgrad)
Kołarowo (bułg. Коларово) – wieś w Bułgarii, w obwodzie Błagojewgrad, w gminie Petricz. Według danych szacunkowych Ujednoliconego Systemu Ewidencji Ludności oraz Usług Administracyjnych dla Ludności, 15 czerwca 2020 roku miejscowość liczyła 1 855 mieszkańców.

## Historia
W latach osiemdziesiątych XX wieku badano osadę chalkolityczną w rejonie Musowicy, położonym na północ od wsi. Kołarowo zostało wymienione w osmańskich rejestrach podatkowych z lat 1570, 1606 i 1664–1665. Według pierwszego rejestru w wiosce mieszkało 10 muzułmanów oraz znajdowało się 43 chrześcijańskich gospodarstw domowych.

## Turystyka
Kołarowo jest coraz popularniejszym kierunkiem turystycznym ze względu na dobry klimat i łatwą dostępność. Dolina Strumy słynie z produkcji wina, co oznacza rozwój turystyki winiarskiej w przyszłości w tej miejscowości.

## Osoby związane z miejscowością

### Urodzeni
- Krasimir Kostow (1995) – bułgarski piłkarz
- Metodi Teocharow (1948) – bułgarski polityk

### Zmarli
- Ilija Doktorow (1876–1947) bułgarski rewolucjonista
- Boris Newrokopski (1888–1948) bułgarski duchowny